# Lilium 'Mrs. R.O.Backhouse'
Lilium 'Mrs. R.O.Backhouse' — сорт лилий раздела Мартагон гибриды по классификации третьего издания Международного регистра лилий. Используется в качестве декоративного садового растения.
Гибрид Lilium hansonii × Lilium martagon.

## Происхождение
В 1886 году, в Голландии, в фирме Ван Тубергена было произведено первое скрещивание L. martagon f. album × L. hansonii. Гибрид был назван L. ×marhan. Растения отличались крупными цветками разнообразной окраски. Позже с L. hansonii скрестили темный подвид L. martagon  Каттани (Далмацкий), полученную группу гибридов назвали «Лилия Далхансони» (L. ×dalhansonii), их цветки оказались тёмными, каштановой и пурпурной окраски.
В 20-е годы XX века скрещивания тех же видов произвели англичане Сара Бэкхауз (Sarah Elizabeth Backhouse (1857-1921)) и её муж Robert Ormston Backhouse (1854-1940), эта группа гибридов получила название Гибриды Бэкхауз (англ. Backhouse Hybrids). Большая часть Гибридов Бэкхауз высоки (до 2 м), имеют многочисленные цветки (до 30) разнообразной окраски (кремовые, розовые, жёлтые, винно-красные). Помимо высокого 'Mrs R. О. Backhouse', популярен и более низкий 'Brocade' с коричневым крапом.

## Биологическое описание
Стебли высотой около 150—190 см.
Расположение листьев мутовчатое.
Бутоны розовые.
Цветки чалмовидные. Лепестки слегка загнутые. Цвет лепестков жёлтый со слабым маджентово-розовым румянцем с обратной стороны, пятнышки красные.
Цветение в июне-июле.

## В культуре
Зоны морозостойкости: 3—9.
См.: статью Мартагон гибриды.